# 1786 en droit
Cet article présente les faits marquants de l'année 1786 en droit.

## Événements
- Abolition du droit de possession de la Mesta en Espagne[1]. Les pâturages peuvent désormais être clos et cultivés.

- 26 janvier : Léopold de Toscane, influencé par le janséniste Scipione de' Ricci, propose aux évêques de Toscane 57 « points ecclésiastiques », base d’une réforme future[2] (contrôle du clergé, réforme des réguliers, redistribution de leurs biens aux institutions d’assistance et d’éducation).

- 11 février : édit réglementant les kermesses dans les États des Habsbourg[3].

- 10 mai : édit des processions. Joseph II interdit les processions et les pèlerinages dans ses États[3].

- 18 août : le gouvernement de George III du Royaume-Uni décide d’implanter une colonie pénitentiaire en Nouvelle-Galles du Sud (Australie)[4].

- 1er novembre : publication de la première partie du code civil en Autriche[5]. Il prévoit que le mariage ne peut être célébré que par le clergé mais sous la forme d’un simple contrat civil, ce qui provoque la protestation des ecclésiastiques.

- 30 novembre : Léopold de Toscane publie un code de procédure criminelle inspiré de Beccaria qui abolit la torture, la peine de mort et la prison pour dettes[6].